# Inmigración marroquí en España
La inmigración marroquí en España es un tipo de inmigración árabe que responde al movimiento migratorio de ciudadanos del Reino de Marruecos, en el Magreb (norte de África), hacia España (sur de Europa y norte de África).
Pese a la estabilidad de Marruecos, está motivada por un desigual desarrollo económico, un lento progreso social, el escaso amparo de los derechos civiles y una alta presión demográfica. Pese a que los países que tradicionalmente han sido destino de los emigrantes marroquíes son Francia, Bélgica y Países Bajos, en el caso de España la emigración está impulsada, además, por la condición de país fronterizo con Marruecos.
En la actualidad, la comunidad marroquí es la comunidad extranjera más numerosa de España. Según cifras de 2021 del INE, 930.221 marroquíes residen en España.

## Historia

Consulado de Marruecos en Algeciras.

La época del protectorado español de Marruecos (1912-1956) no llevó aparejado un movimiento migratorio hacia España, como sí sucedió en el caso de la emigración a Francia durante la vigencia del protectorado francés de Marruecos. A este periodo corresponde el militar y político franquista hispano-marroquí Mohammed ben Mizzian. Con la independencia de Marruecos (1956) muchos marroquíes de la Administración española del protectorado y del Ejército de África se trasladaron a España, sobre todo a Ceuta y Melilla.
Con la anexión a Marruecos del Sahara español (1975) los saharauis tuvieron la opción de la nacionalidad española de acuerdo al RD 2258/1976 de 10 de agosto de 1976.  Quienes no se acogieron a éste perdieron el derecho a la nacionalidad.
La inmigración marroquí masiva con destino a España comenzó en las últimas décadas del siglo XX, durante los últimos años del reinado de Hassan II, también denominado años de plomo. Sólo a partir de finales de la década de 1980 y principios de los 90 empezó a darse una presencia notoria de marroquíes en la España peninsular.
A principios del siglo XXI, entre 2003 y 2012, el número de marroquíes en España se duplicó.[cita requerida] En el periodo 2003-2023 el crecimiento ha sido del 136%. llegando a ser la comunidad marroquí el principal colectivo de extranjeros en España.
En la actualidad la principal motivación para la emigración es la económica, ya que el PIB de Marruecos, quinta economía de África y 57.º del mundo, equivale a menos del 20% del de España.

## Trabajadores de Ceuta y Melilla
En Ceuta y Melilla, por cuestiones de proximidad y relaciones comerciales y laborales, la presencia marroquí siempre ha sido importante. Los ciudadanos marroquíes pueden entrar en Ceuta y Melilla sin necesidad de visado, siempre que no pernocten, con el requisito de que tengan bien la Autorización F (Trabajadores Transfronterizos), o bien que residan de manera demostrable en la zona de influencia de Nador o Tetuán y porten un documento de viaje válido.

## Inmigración regular

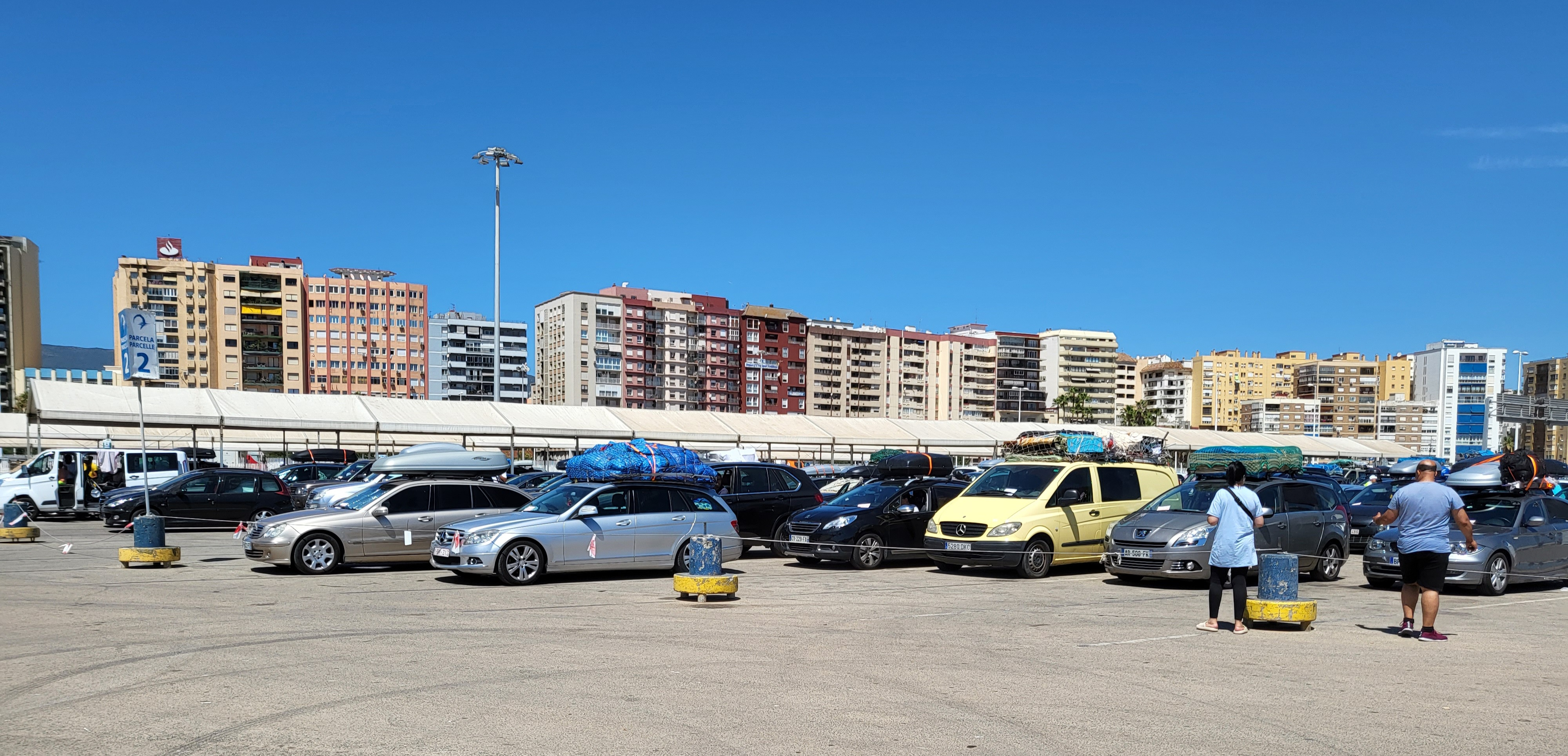
Operación Paso del Estrecho por la que los marroquíes españoles y europeos regresan a Marruecos para las vacaciones de verano.

Al aprobarse la Ley de Extranjería 7/1985, en 1986 el gobierno de Felipe González concedió la nacionalidad española a 24.000 marroquíes que residían en Ceuta y Melilla sin que aportaran la documentación que acreditara su residencia legal en España, ya que en la mayoría de casos carecían de ella, o realizaran los trámites previstos en dicha ley.
En la actualidad está en vigor la Ley de Extranjería de España (Ley Orgánica 4/2000) del primer gobierno de José María Aznar. Hasta ahora, España ha mantenido amplias políticas de admisión de emigrantes y un generoso reconocimiento de derechos sociales y económicos para los emigrantes independientemente de su estatus legal.

## Inmigración irregular
En 1988 se produjo el primer caso de inmigración irregular de marroquíes mediante el viaje en patera a la costa peninsular española. La inmigración irregular y el tráfico de personas a España son dos de los temas recurrentes en las relaciones España-Marruecos. 
A mediados de los 2000, una proporción significativa de la inmigración irregular de origen marroquí a consecuencia del tráfico ilegal de personas con destino a las Canarias se producía por vía marítima desde Tarfaya o El Aaiun.
Las cifras de la inmigración irregular llegaron a su punto máximo en 2003, cuando el 26% de los empadronados no tenía residencia legal en España.
El incidente más grave ocurrido hasta la fecha ha sido el incidente fronterizo de 2021 y el fenómeno relativamente nuevo de los menores extranjeros no acompañados.

## Cifras

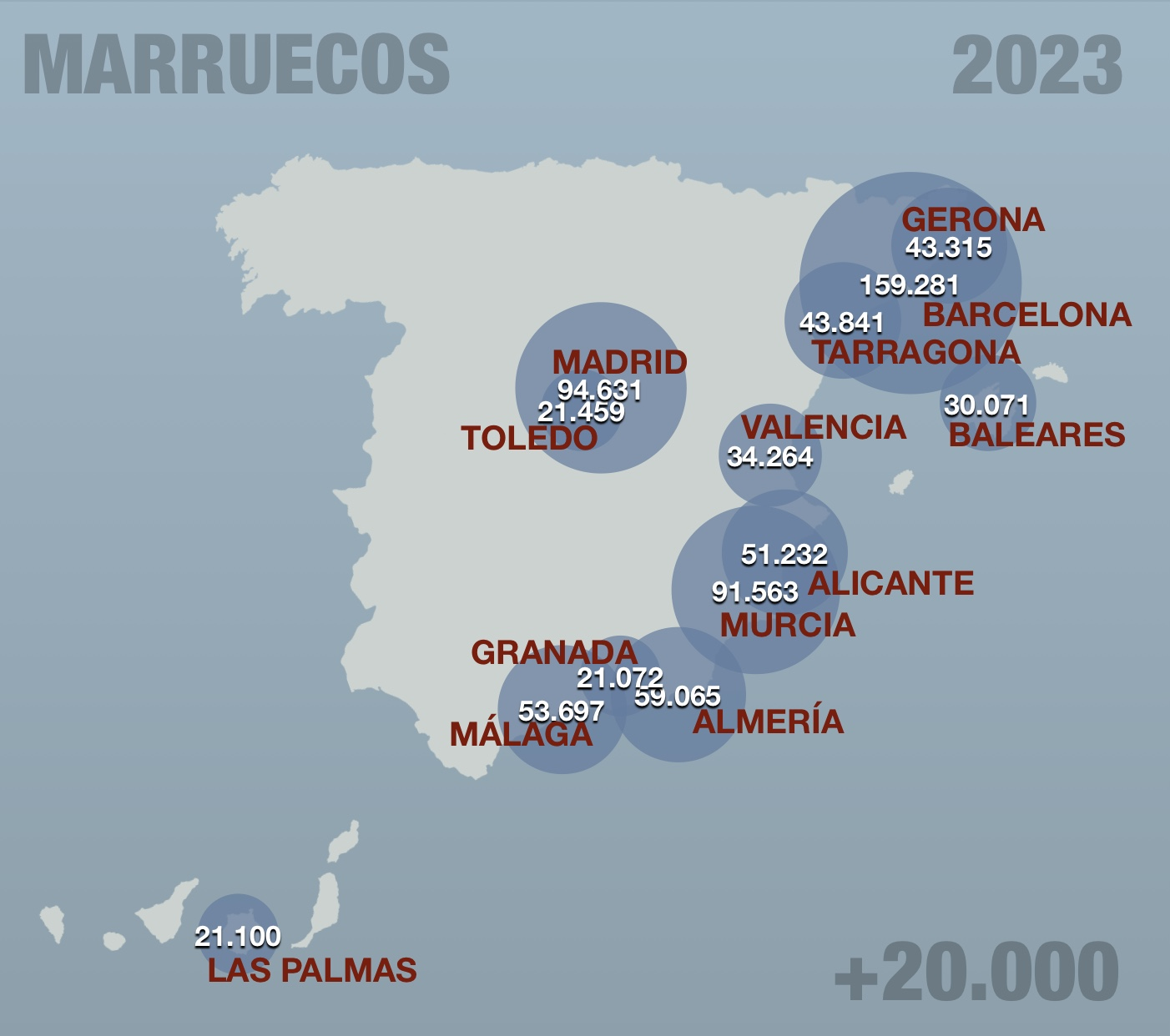
Mapa con los diez principales asentamientos de inmigrantes marroquíes en España por provincias en 2022.

Actualmente, los marroquíes son la primera comunidad extranjera en España. Desde 2023, los marroquíes también ocupan el primer puesto de comunidades extranjeras que más emigran desde España. De acuerdo con las cifras de 2020, España es el segundo país del mundo que más inmigrantes marroquíes recibió, por detrás de Francia y seguido por Italia. Al contrario, España es el tercer país del mundo en el que más emigrantes marroquíes regresaron a Marruecos, por detrás de Francia y Argelia. En el cuarto trimestre de 2023, la inmigración marroquí menguó, siendo superada por la inmigración procedente de Colombia y Venezuela.
Por provincias, son la comunidad extranjera más numerosa en Álava, Guipúzcoa, Barcelona, Navarra, Lérida o Tarragona (2020). Por comunidades autónomas, se concentran en Cataluña, con un 28% del total de los marroquíes en España, seguida de Andalucía donde residen el 18% de los marroquíes de España y Murcia, donde residen el 10%. Por provincias, Barcelona, Murcia, Madrid, Almería y Alicante, son las cinco provincias con mayor número de nacidos en Marruecos.
Por proporción, y teniendo en cuenta sólo municipios de más de 1.000 habitantes, en 2021 representaban un mayor porcentaje sobre la población total  en los municipios de Níjar (31%), La Mojonera (27%), Talayuela (25%), Aitona (24%) y Albuñol (23%).
Además de ser la comunidad extranjera más numerosa también es la más joven y de mayor natalidad. Habiéndose desplazado a los países tradicionalmente destino de la emigración marroquí, España concentra en 2020 el 24% de los emigrantes marroquíes, superada únicamente por Francia (32%) y por delante de Italia (14%).
| Gráfica de evolución de Inmigración marroquí en España entre 1998 y 2023                                  |
| |
| Ciudadanos con nacionalidad marroquí en España a 1 de enero de cada año según el padrón continuo del INE. |

## Integración
En general, la sociedad marroquí en España mantiene, por influencia de su círculo social, tradición e interés económico o familiar, su apoyo a Mohamed VI, que además es su líder espiritual. Aunque en Marruecos existe un sector que demanda libertad, democracia y justicia social, el colectivo inmigrante en España es de difícil integración y con una problemática específica, lo que ocasiona que la inmigración marroquí se estudie de modo aislado al del resto de nacionalidades.
Se trata de un colectivo que procede de un país que, pese a los progresos realizados en las últimas décadas, presenta un desigual crecimiento económico y desequilibrios sociales, con un marco cultural diferente del europeo, sobre todo en cuanto a derechos civiles especialmente en cuanto a mujeres u homosexuales se refiere.
En años recientes, se popularizó el término «Jovenlandia», que es utilizado por parte de la población española para denunciar de manera irónica el cómo los medios abordan los crímenes perpetrados por inmigrantes de origen marroquí a través de los titulares de prensa. Este término ha recibido críticas de estigmatizar a esos inmigrantes.

## Marroquíes célebres en España
Algunas de las personalidades públicas marroquíes o con ascendencia marroquí más célebres en España son los jugadores de fútbol de primera división, internacionales de Marruecos como Achraf Hakimi, Bono y Youssef En-Nesyri, o de España como Brahim Díaz o Lamine Yamal, el cantante Morad, la actriz Mina El Hammani o la escritora Najat el Hachmi.
De 2018 a 2019 el tangerino Mohammed Chaib Akhdim fue diputado en el Congreso de los Diputados.